# 伞花繁缕
伞花繁缕（学名：Stellaria umbellata）为石竹科繁缕属下的一个种。